# Eduard Rüffer

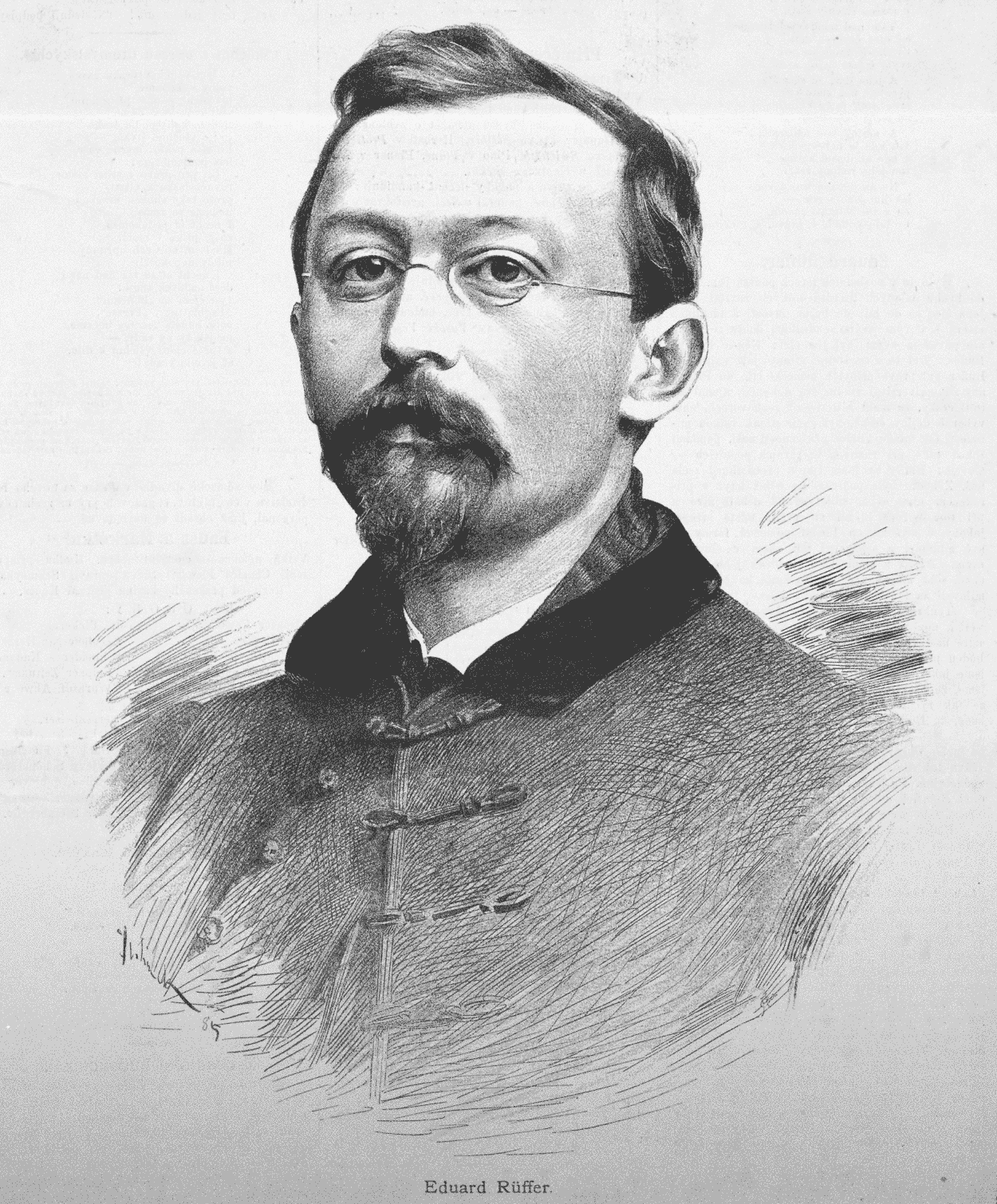
Eduard Rüffer (1885)

Eduard Rüffer (* 27. Dezember 1835 in Lausitz; † 18. November 1878 in Prag) war ein deutscher Schriftsteller, der in deutscher, französischer und tschechischer Sprache schrieb.

## Leben
Rüffer stammte aus einer böhmischen Familie, die nach der Schlacht am Weißen Berg aus dem Land nach Lausitz emigrierte. Er studierte in Berlin und Gotha mit Schwerpunkt Deutsche Sprache und Geschichte. Als junger Mann kam er nach Prag und fing an hier mit Erfolg zu publizieren.
1860 nahm er am Kriegszug Garibaldis gegen Neapel teil. Nach Beendigung des italienischen Krieges schrieb er für die italienische Zeitschrift Il Popolo d’Italia. 1861 kehrte er nach Gotha zurück und betrieb Geschichtsforschung auf dem militärischen Gebiet, schrieb nebenher Dramen und Lyrik. 1863 war er wieder in Prag, publizierte in Národní listy und Politik. Für die letztgenannte Zeitung berichtete er als Kriegskorrespondent über die Schlacht zwischen Schleswig und Holstein 1863–1864.
1864 kehrte er für immer nach Prag zurück, heiratete und wurde festangestellter Mitarbeiter der Zeitung Politik. 1866 berichtete er über den preußisch-österreichischen Krieg. 1868 gründete er mit anderen Journalisten die Zeitschrift Correspondance slave. 1869 kam die Foundation der Militärbibliothek hinzu, 1870 erschien das erste Mal seine Zeitschrift Žižka. Nachdem diese verboten wurde, legte Rüffer 1871 die wöchentliche Soldatenzeitung Vlasť (Heimat) auf.

## Werke

### Deutschsprachige Publikationen

#### Belletristik
- Loreley, Dramatisches Gedicht (1862)
- Hermannsschlacht, Drama (1862)
- Sophonisbe, Drama und Lustspiel über Walpurgisnacht (Handschrift)
- Gedichte (1863)
- Aspromonte (1864)
- Der letzte Römer, Tragödie
- Die Jakobiner in Österreich, Roman
- Aus den Papieren eines Todten, Roman

#### Militärliteratur
- Die Strategie und die Strategen der neuesten Zeit (1869)
- Die Balkanhalbinsel und ihr Völker (1868), Militärische Skizze
- Eine strategische Studie über Dalmatien, Montenegro, Bosnien u. Hercegovina (1869)
- Phantasiekrieg gegen Russland (1871)
- Die letzten Tage von Alt-Österreich (1872)

### Französische Publikationen
- La guerre du second empire contre l’Allemagne (1873)

### Publikationen in tschechischer Sprache

#### Belletristik
- Papež a revoluce (1865)
- Ze zápisků zemřelého (1865)
- Král poctivec
- Spiknutí židů v Praze (1873)
- Zrádce národa
- Na dušičky
- Děti soumraku (1875)
- Na Balkáně, Drama
- Otrávená růže (1876), Erzählung

#### Militärliteratur
- Válka. francouzsko-německá (1872)
- Válka rusko-turecká (1876)
- Válka slovansko-turecká (1877)
- Kniha o strategii (1870)
- Pravidla cviku pro rakouskou jízdu (1871–72)
- Pravidla cviku pro c. k. řadovou pěchotu, zálohu a zemskou obranu (1872)

### Libretti
- Blanka (1870) – Karel Šebor
- Nevěsta husitská (1873) – Šebor
- Svatojanské proudy (1873) – Josef Richard Rozkošný